# Cherie!
「Chérie!」（シェリー!）は、日本の女性アイドルグループ、チームしゃちほこの9枚目のシングル。2016年4月7日にunBORDE/ワーナーミュージック・ジャパンから発売された。

## 概要
通常盤（CDのみ）、初回限定盤A（CDのみ）、初回限定盤B（CDのみ）、初回限定盤C（CD+Blu-ray）の全国盤の4形態で発売。

### Chérie！
「Chérie」はフランス語で「かわいい人」や「いとしい人」といった意味である。
振付：梨本威温、ミュージックビデオ監督：三石直和
本日2016年2月23日、ミュージック・ビデオがYouTubeで公開された。

## 収録曲

### 通常盤
CD
1. Chérie！
作詞・作曲：SAKRA、編曲：CMJK[6]
NHK Eテレ アニメ『ねこねこ日本史』主題歌[9][10]
2. Wow Oh！Oh！
作曲：youth case、編曲：CHOKKAKU[11][12]
3. Chérie！（Off Vocal Ver.）
4. Wow Oh！Oh！（Off Vocal Ver.）

### 初回限定盤A
CD
1. Chérie！
2. ケモノノハナミチ
3. Chérie！（Off Vocal Ver.）
4. ケモノノハナミチ（Off Vocal Ver.）

### 初回限定盤B
CD
1. Chérie！
2. ラリラリホー（HABANERO POSSE REMIX）
プロデューサー・ユニット:HABANERO POSSE によるREMIX[11]
3. Chérie！（Off Vocal Ver.）

### 初回限定盤C
CD
1. Chérie！
2. Wow Oh！Oh！
3. Chérie！（Off Vocal Ver.）
4. Wow Oh！Oh！（Off Vocal Ver.）

Blu-ray
1. BASYAUMA ROCK
2. 赤味噌Blood
3. ノッてけめんそーれ
4. 乙女祭り 2016 ダイジェスト